# Jan Zieleniewski (marynarz)
Jan Zieleniewski (ur. 1913, zm. wrzesień 1939) – polski marynarz, instruktor na żaglowcu szkolnym „Dar Pomorza”, kawaler Orderu Virtuti Militari.

## Życiorys
Absolwent Szkoły Morskiej w Gdyni. Jako instruktor na „Darze Pomorza” był uczestnikiem podróży dookoła świata odbytej pod dowództwem kapitana żeglugi wielkiej Konstantego Maciejewicza-Matyjewicza od 16 września 1934 do 3 września 1935 oraz jednego z najważniejszych wydarzeń polskiej żeglugi 20-lecia międzywojennego – pierwszego polskiego opłynięcia przylądka Horn – 2 listopada 1937. Prawdopodobnie w tym samym roku poznał przyszłą piosenkarkę Martę Mirską, wtedy uczennicę klasy 6 gimnazjum. Jak wspominała sama Mirska była to miłość od pierwszego wejrzenia. Prowadzili ożywioną korespondencję. Zieleniewski odwiedził ją po raz pierwszy w Wilnie w 1938. W tym samym roku został III oficerem na statku „Poznań”. Kolejny raz do Wilna przyjechał w sierpniu 1939, na trzy dni. Według relacji Mirskiej, wzięli wtedy w tajemnicy cichy ślub, którego udzielił im ksiądz katecheta. Zaraz potem Zieleniewski wyjechał na ćwiczenia do Bydgoszczy, do 62 pułku piechoty jako oficer Marynarki Handlowej. Po jego powrocie młodzi planowali wziąć właściwy ślub z ceremonią, jednakże agresja III Rzeszy na Polskę we wrześniu 1939 pokrzyżowała ich plany – Zieleniewski zginął w pierwszych dniach września. Został odznaczony Orderem Virtuti Militari.
Marta Mirska do końca życia wspominała swoją wielką miłość podpisując często swoje listy jako Marta Mirska-Zieleniewska-Reiniger lub Marta Zieleniewski-Reiniger. Przechowywała listy od Zieleniewskiego z jego rejsu na Tahiti, wyspy Galapagos, pobytu w Buenos Aires, Maroku czy rejsu wokół przylądka Horn. Zachowała też dwa albumy z unikatowymi zdjęciami Zieleniewskiego z rejsu dookoła świata, np. z Mauritiusu. Marta Mirska poświęciła Janowi Zieleniewskiemu również wiersz „Wspomnienie”.